# Гуляев, Владимир Леонидович
Влади́мир Леони́дович Гуля́ев  (30 октября 1924, Свердловск, СССР — 3 ноября 1997, Москва, Россия) — советский актёр театра и кино; заслуженный артист РСФСР (1976). Участник Великой Отечественной войны.

## Биография
Родился 30 октября 1924 года в Свердловске в семье военного (отец — кандидат исторических наук подполковник Леонид Михайлович Гуляев был заместителем начальника политотдела Молотовской военной авиационной школы, мать — Мария Алексеевна, педагог). В 15-летнем возрасте был принят в аэроклуб.
Во время Великой Отечественной войны пошёл работать слесарем в авиационную мастерскую, а в апреле 1942 года стал курсантом Молотовской военной авиационной школы пилотов. С отличием её окончив и получив в ноябре 1943 года звание младшего лейтенанта, отправлен на фронт в штурмовую авиацию.
Сначала его определили в 639-й полк 211-й штурмовой авиадивизии, затем полк передали во вновь организованную 335-ю штурмовую авиадивизию. На самолётах Ил-2 ему довелось летать в небе над территорией Белоруссии, Прибалтики и Восточной Пруссии. Он совершал по нескольку боевых вылетов в день и слыл бесстрашным лётчиком. Рискуя жизнью, под обстрелом зенитных орудий он много раз совершал точное попадание в цель и возвращался невредимым. Ему везло. Про подвиги Гуляева даже выходили статьи в армейской газете «Советский сокол».
В ходе Полоцкой наступательной операции в районе Резекне 4 июля 1944 года, когда с нашей стороны погибло семь лётных экипажей, самолёт Гуляева — Виниченко был сбит противником. Он смог посадить самолёт с неработающим мотором на кроны деревьев, смягчив падение, спас экипаж от верной смерти, однако сам был тяжело ранен и немедленно отправлен в Центральный авиационный госпиталь в Москву. Через три месяца вернулся в расположение своей части и добился, чтобы его снова допустили к полётам, но был допущен только к пилотированию По-2 при штабе. После неоднократных рапортов добился повторной медкомиссии и в марте 1945 года снова сел на Ил-2.
Совершил 60 боевых вылетов на самолёте Ил-2. Воевал в Белоруссии, Прибалтике. В 1944—1945 годах — лётчик 826-го штурмового авиационного Витебского орденов Суворова и Кутузова полка 335-й штурмовой авиадивизии 3-й воздушной армии. Вместе с полком участвовал в Городокской, Белорусской, Витебско-Оршанской, Полоцкой, Шяуляйской, Прибалтийской, Рижской, Мемельской, Инстербургской, Восточно-Прусской, Кёнигсбергской и Земландской операциях, в блокаде и ликвидации Курляндской группировки. Войну закончил лейтенантом в Восточной Пруссии. Участник Парада Победы 24 июня 1945 года. Из-за фронтовых ранений 30 ноября 1945 года уволен из армии по состоянию здоровья после прохождения медицинской комиссии.
В 1951 году окончил ВГИК (курс М. Ромма и С. Юткевича). Ещё студентом женился на своей однокурснице — Римме Шороховой. К середине 1950-х годов супруги расстались.
Первыми его фильмами в начале 1950-х годов были картины «Сельский врач» (1951), «Случай в тайге» (1953), «Испытание верности» (1954), «Чужая родня» (1955). Несомненной удачей для фильма и самого актёра был выход на экраны «Весны на Заречной улице» (1956), где Гуляев сыграл разбитного шофёра Юру Журченко, который в начале ленты подвозит героиню — учительницу Татьяну Левченко (актриса Нина Иванова) — до города металлургов. Смелые частушки, которые водитель распевает по дороге, сценарием не были предусмотрены. Это молодой актёр решил сымпровизировать, чтобы повеселить коллег по съёмкам. Режиссёры не стали вырезать этот дубль — взяли да и оставили всё как есть.
Небольшие эпизоды с участием Гуляева в фильмах «Алёшкина любовь» (1960), «Операция „Ы“ и другие приключения Шурика» (1965) и «Бриллиантовая рука» (1968) только украсили эти картины.
Когда снимались отрывки «Бриллиантовой руки», в которых действовал герой Гуляева милиционер Володя, Леониду Гайдаю пришлось прервать съёмки на несколько дней, потому что 9 мая в Центральном доме авиации и космонавтики актёр должен был встретиться со своими однополчанами, ветеранами 335-й Витебской штурмовой гвардии. Он так и отправился туда прямо со съёмок в лихо сдвинутой на затылок милицейской фуражке.
В 1951—1988 годах — артист Театра-студии киноактёра. С 1950-х годов был востребован в кино, но редко играл главных героев. С конца 1960-х годов снимался в эпизодах.
Будучи общительным и жизнерадостным, Гуляев с лёгкостью проводил встречи со зрителями (в отличие от его более именитых коллег) в Домах культуры и клубах, прихватив с собой гитару. Он умел расположить к себе публику, перемежая песни, стихи и отрывки из фильмов свежими анекдотами.
В 1985 году была издана его книга «В воздухе „Илы“».
Член ВКП(б) с 1945 года.
Последние появление на экране Владимира Леонидовича в 1992 году, в драме «Исполнитель приговора».
Скончался в Москве 3 ноября 1997 года на 74-м году жизни.

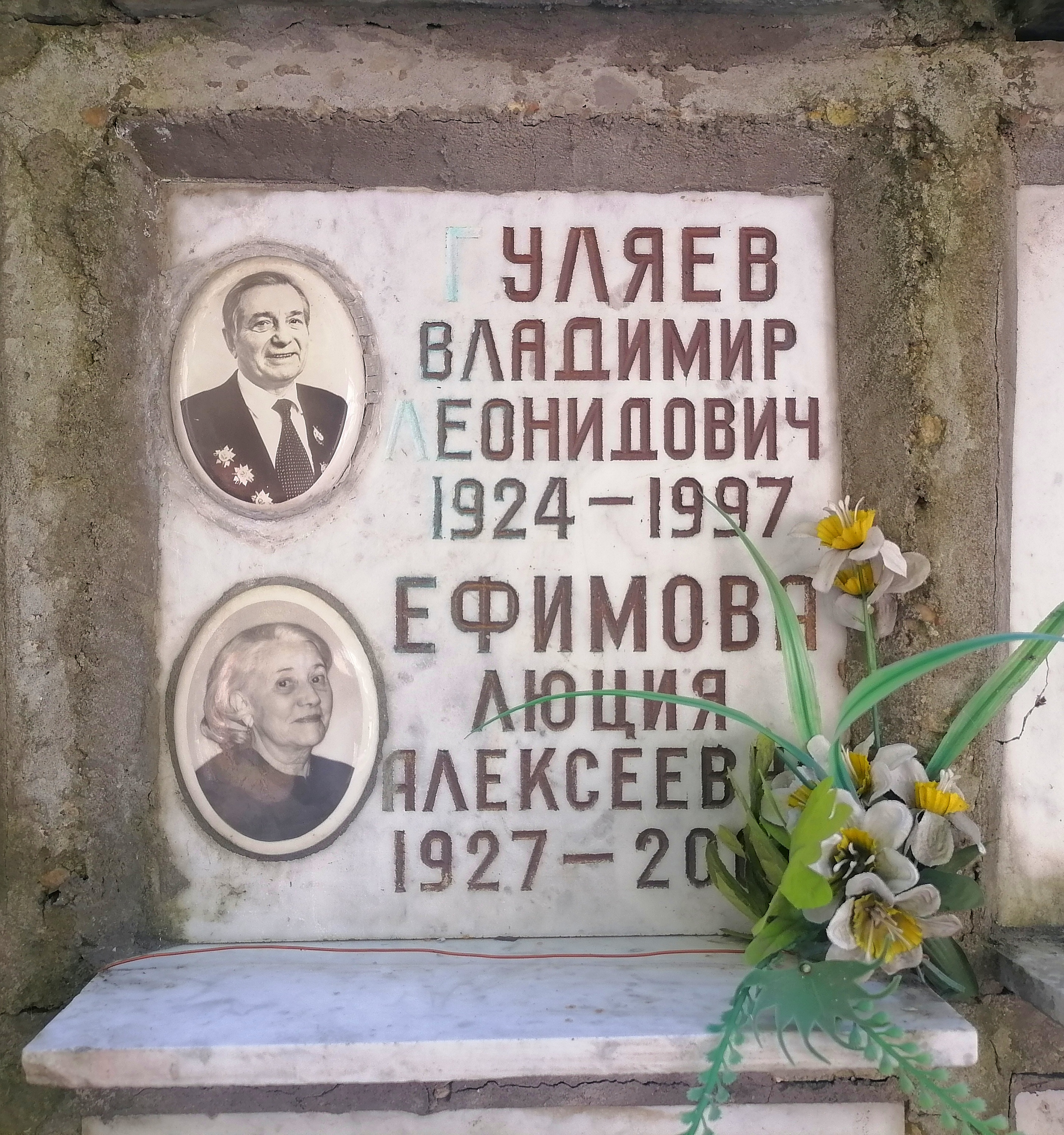
Захоронение Владимира Гуляева

Похоронен в колумбарии (№ 3, секц. 11) Кунцевского кладбища.

### Семья
- Первая жена — Римма Шорохова (род. 1926).
- Вторая жена — Римма Львовна Простомолотова.
  - Дети: Екатерина (род. в 1959), Леонид (1972—2013).
- Третья жена — Люция Алексеевна Ефимова (1927—2003)[источник не указан 1195 дней].

## Фильмография
| Год  |   | Название                                 | Роль                                                |
| ---- | - | ---------------------------------------- | --------------------------------------------------- |
| 1951 | ф | Сельский врач                            | завхоз                                              |
| 1953 | ф | Случай в тайге                           | Яша                                                 |
| 1954 | ф | Испытание верности                       | командир отряда                                     |
| 1954 | ф | Чемпион мира                             | Костя                                               |
| 1954 | ф | Мы с вами где-то встречались             | велосипедист                                        |
| 1955 | ф | В квадрате 45                            | Алексей                                             |
| 1955 | ф | Чужая родня                              | Субботин                                            |
| 1956 | ф | Весна на Заречной улице                  | Юра, шофёр                                          |
| 1957 | ф | Цель его жизни                           | Имя персонажа не указано                            |
| 1957 | ф | Семья Ульяновых                          | Никитич                                             |
| 1958 | ф | Солдатское сердце                        | старшина роты                                       |
| 1959 | ф | Его поколение                            | Имя персонажа не указано                            |
| 1959 | ф | Звёзды встречаются в Москве              | Имя персонажа не указано                            |
| 1959 | ф | Заре навстречу                           | Фёдор, ссыльный                                     |
| 1960 | ф | Повесть пламенных лет                    | Имя персонажа не указано                            |
| 1960 | ф | Алёшкина любовь                          | Сергей                                              |
| 1961 | ф | Академик из Аскании                      | Воробьёв, чекист                                    |
| 1963 | ф | Шурка выбирает море                      | Лёнька Козырев, соперник Шурки                      |
| 1964 | ф | Непридуманная история                    | Гриша, водитель                                     |
| 1964 | ф | Криницы                                  | Орешкин                                             |
| 1964 | ф | Председатель                             | Инструктор райкома партии Раменков                  |
| 1965 | ф | Операция «Ы» и другие приключения Шурика | милиционер                                          |
| 1965 | ф | Таёжный десант                           | Мотовилов                                           |
| 1965 | ф | Ко мне, Мухтар!                          | капитан                                             |
| 1965 | ф | Как вас теперь называть?                 | начальник разведки партизанского отряда             |
| 1966 | ф | Нет и да                                 | Титаренко                                           |
| 1966 | ф | Человек без паспорта                     | начальник отдела милиции                            |
| 1968 | ф | Бриллиантовая рука                       | милиционер Володя («таксист») / брат-близнец Володи |
| 1968 | ф | По Руси                                  | Имя персонажа не указано                            |
| 1968 | ф | Ошибка резидента                         | сотрудник КГБ — «таксист» в Ленинграде              |
| 1969 | ф | Зигзаг удачи                             | милиционер                                          |
| 1969 | ф | Опасные гастроли                         | полицейский                                         |
| 1969 | ф | Взрыв после полуночи                     | Имя персонажа не указано                            |
| 1971 | ф | Старики-разбойники                       | народный заседатель во сне Мячикова (нет в титрах)  |
| 1971 | ф | Дерзость                                 | Белоус                                              |
| 1972 | ф | Бой после победы                         | сержант Хамфри ( эпизод, нет в титрах)              |
| 1973 | ф | Вечный зов                               | военком                                             |
| 1973 | ф | За час до рассвета                       | Фридрих Августович Нолькен, штабс-капитан           |
| 1974 | ф | Любовь земная                            | член райкома                                        |
| 1975 | ф | Алмазы для Марии                         | Имя персонажа не указано                            |
| 1975 | ф | Не может быть!                           | одноглазый скупщик мебели                           |
| 1977 | ф | Кафе «Изотоп»                            | Имя персонажа не указано                            |
| 1977 | ф | Берега                                   | Комодов                                             |
| 1977 | ф | Повесть об абхазском парне               | эпизод                                              |
| 1978 | ф | Близкая даль                             | член бюро райкома                                   |
| 1979 | ф | Выстрел в спину                          | Сергей Васильевич Аникин, водитель такси            |
| 1982 | ф | Надежда и опора                          | Лихарев                                             |
| 1982 | ф | Не все кометы гаснут                     | Имя персонажа не указано                            |
| 1983 | ф | Ворота в небо                            | Новодережкин                                        |
| 1984 | ф | Потерялся слон                           | Имя персонажа не указано                            |

## Озвучивание мультфильмов
- 1957 — В некотором царстве… — Емеля
- 1977 — Последний лепесток — Милиционер

## Награды и звания
- два ордена Красного Знамени (5 июля 1944[9]; 12 мая 1945[10]);
- орден Отечественной войны I степени (18 апреля 1945[11]);
- медаль «За взятие Кёнигсберга»[12];
- медаль «За победу над Германией в Великой Отечественной войне 1941—1945 гг.» (26 июня 1945)[13];
- заслуженный артист РСФСР (1976)[1].
- орден Отечественной войны II степени 6 апреля 1945[14]